# Therea
Therea es un género de cucarachas de la familia Corydiidae. Fue descrito por Billberg en 1820.

## Especies
- T. bernhardti Fritzsche, 2009
- T. defranceschii Grandcolas, 1993
- T. hyperguttata Grandcolas, 1993
- T. irreperta Fritzsche, 2009
- T. nuptialis (Gerstaecker, 1861)
- T. olegrandjeani Fritzsche & Zompro, 2008
- T. petiveriana (Linnaeus, 1758)
- T. regularis Grandcolas, 1993